# Marek Borewicz
Marek Borewicz (ur. 1947) – polski brydżysta, mistrz międzynarodowy (PZBS).

## Wyniki brydżowe

### Rozgrywki krajowe
W rozgrywkach krajowych zdobywał następujące lokaty:
| Drużynowe mistrzostwa Polski | Drużynowe mistrzostwa Polski | Drużynowe mistrzostwa Polski |
| Sezon                        | Drużyna                      | Pozycja                      |
| ---------------------------- | ---------------------------- | ---------------------------- |
| 1996                         | Fundacja Warszawa            | 3                            |

### Zawody światowe
W światowych zawodach zdobył następujące lokaty:
| Mistrzostwa Świata. Konkurencja teamów | Mistrzostwa Świata. Konkurencja teamów | Mistrzostwa Świata. Konkurencja teamów  | Mistrzostwa Świata. Konkurencja teamów | Mistrzostwa Świata. Konkurencja teamów | Mistrzostwa Świata. Konkurencja teamów |
| Rok                                    | Miejsce                                | Zawody                                  | Kategoria                              | Drużyna                                | Pozycja                                |
| -------------------------------------- | -------------------------------------- | --------------------------------------- | -------------------------------------- | -------------------------------------- | -------------------------------------- |
| 2007                                   | Szanghaj                               | 38. Mistrzostwa Świata Teamów           | Trans                                  | Auto-Hit Warszawa                      | 24                                     |
| 2006                                   | Werona                                 | 12. Mistrzostwa Świata                  | Open                                   | Otvosi                                 | 65                                     |
| 2005                                   | Estoril                                | 37. Mistrzostwa Świata Teamów           | Trans                                  | Otvosi                                 | 14                                     |
| 2002                                   | Montreal                               | 11. Mistrzostwa Świata                  | Seniorzy                               | Otvosi                                 | 4                                      |
| 2001                                   | Paryż                                  | 35. Mistrzostwa Świata Teamów           | Trans                                  | Otvosi                                 | 33                                     |
| 1998                                   | Lille                                  | 10. Mistrzostwa Świata                  | Open                                   | Otvosi                                 | 65                                     |
| 1997                                   | Hammamet                               | 33. Mistrzostwa Świata Teamów           | Trans                                  | Otvosi                                 | 35                                     |
| 1996                                   | Rodos                                  | 1. Mistrzostwa Świata Teamów Mikstowych | Miksty                                 | Otvosi                                 | 44                                     |
| 1994                                   | Albuquerque                            | 9. Mistrzostwa Świata                   | Open                                   | Otvosi                                 | 2                                      |

| Mistrzostwa Świata. Konkurencja par | Mistrzostwa Świata. Konkurencja par | Mistrzostwa Świata. Konkurencja par | Mistrzostwa Świata. Konkurencja par | Mistrzostwa Świata. Konkurencja par | Mistrzostwa Świata. Konkurencja par |
| Rok                                 | Miejsce                             | Zawody                              | Kategoria                           | Partner                             | Pozycja                             |
| ----------------------------------- | ----------------------------------- | ----------------------------------- | ----------------------------------- | ----------------------------------- | ----------------------------------- |
| 2006                                | Werona                              | 12. Mistrzostwa Świata              | Seniorzy                            | Ervin Otvosi                        | 71                                  |
| 2006                                | Werona                              | 12. Mistrzostwa Świata              | Open                                | Ervin Otvosi                        | 293                                 |
| 2002                                | Montreal                            | 11. Mistrzostwa Świata              | Seniorzy                            | Ervin Otvosi                        | 49                                  |
| 1994                                | Albuquerque                         | 9. Mistrzostwa Świata               | Open                                | Ervin Otvosi                        | 75                                  |

### Zawody europejskie
W europejskich zawodach zdobył następujące lokaty:
| Zawody europejskie. Konkurencja teamów | Zawody europejskie. Konkurencja teamów | Zawody europejskie. Konkurencja teamów   | Zawody europejskie. Konkurencja teamów | Zawody europejskie. Konkurencja teamów | Zawody europejskie. Konkurencja teamów |
| Rok                                    | Miejsce                                | Zawody                                   | Kategoria                              | Drużyna                                | Pozycja                                |
| -------------------------------------- | -------------------------------------- | ---------------------------------------- | -------------------------------------- | -------------------------------------- | -------------------------------------- |
| 2011                                   | Poznań                                 | 5. Otwarte Mistrzostwa Europy            | Seniorzy                               | Kutner                                 | 3                                      |
| 2009                                   | San Remo                               | 4. Otwarte Mistrzostwa Europy            | Seniorzy                               | Auto-Poland                            | 26                                     |
| 2007                                   | Antalya                                | 3. Otwarte Mistrzostwa Europy            | Seniorzy                               | Otvosi                                 | 13                                     |
| 2003                                   | Mentona                                | 1. Otwarte Mistrzostwa Europy            | Seniorzy                               | Borewicz                               | 9                                      |
| 1972                                   | Delft                                  | 3. Młodzieżowe Mistrzostwa Europy Teamów | Juniorzy                               | Poland                                 | 1                                      |

| Zawody europejskie. Konkurencja par | Zawody europejskie. Konkurencja par | Zawody europejskie. Konkurencja par | Zawody europejskie. Konkurencja par | Zawody europejskie. Konkurencja par | Zawody europejskie. Konkurencja par |
| Rok                                 | Miejsce                             | Zawody                              | Kategoria                           | Partner                             | Pozycja                             |
| ----------------------------------- | ----------------------------------- | ----------------------------------- | ----------------------------------- | ----------------------------------- | ----------------------------------- |
| 2013                                | Ostenda                             | 6. Otwarte Mistrzostwa Europy       | Seniorzy                            | Roger Kutner                        | 35                                  |
| 2009                                | San Remo                            | 4. Otwarte Mistrzostwa Europy       | Seniorzy                            | Krzysztof Strykier                  | 73                                  |
| 2007                                | Antalya                             | 3. Otwarte Mistrzostwa Europy       | Seniorzy                            | Ervin Otvosi                        | 50                                  |
| 2003                                | Mentona                             | 1. Otwarte Mistrzostwa Europy       | Seniorzy                            | Ervin Otvosi                        | 63                                  |
| 2001                                | Sorento                             | 11. Mistrzostwa Europy Par          | Open                                | Ervin Otvosi                        | 161                                 |
| 1999                                | Warszawa                            | 10. Mistrzostwa Europy Par          | Open                                | Ervin Otvosi                        | 147                                 |
| 1997                                | Haga                                | 9. Mistrzostwa Europy Par           | Open                                | Ervin Otvosi                        | 126                                 |
| 1995                                | Rzym                                | 8. Mistrzostwa Europy Par           | Open                                | Ervin Otvosi                        | 120                                 |